# Sonate K. 337
La sonate K. 337 (F.285/L.S.26) en sol majeur est une œuvre pour clavier du compositeur italien Domenico Scarlatti.

## Présentation
La sonate K. 337 en sol majeur, notée Allegro, forme une paire avec la sonate suivante également au mouvement rapide. La K. 337, au riche matériau, est concertante, avec des oppositions tutti/soli et tour à tour, accords répétés, gammes aux deux mains, arpèges et basses fournies.

## Manuscrits
Le manuscrit principal est le numéro 12 du volume VII de Venise (1754), copié pour Maria Barbara ; les autres sont Parme IX 10, Münster IV 59 et Vienne B 57.

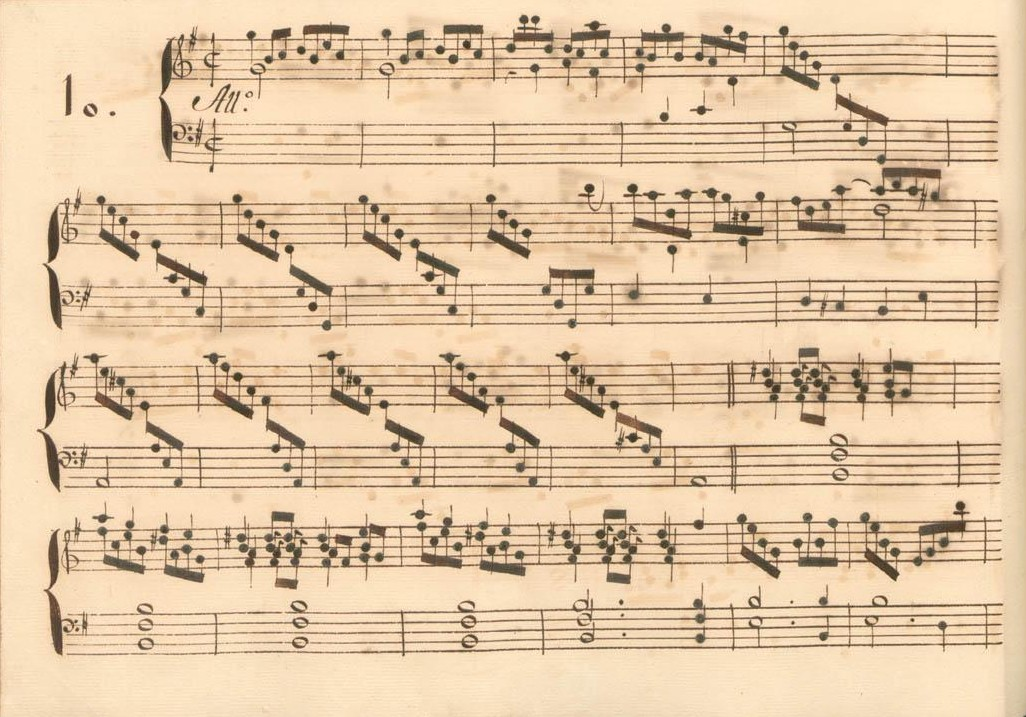
Parme IX 10.
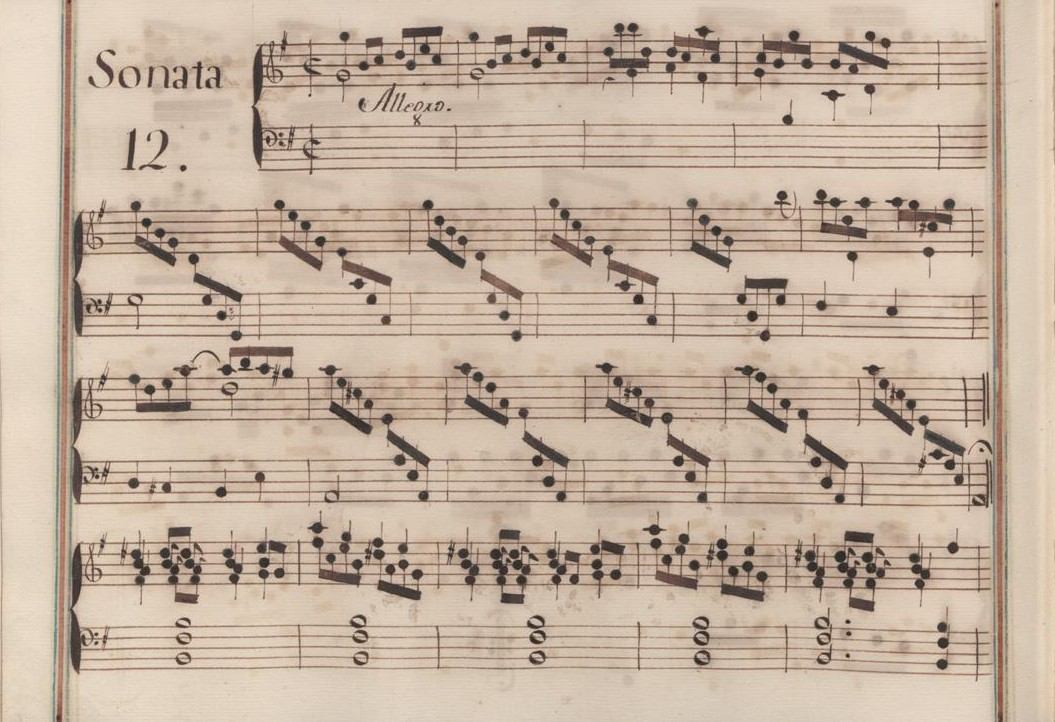
Venise VII 12.

## Interprètes
La sonate K. 337 est défendue au piano notamment par Duanduan Hao (2011, Naxos, vol. 14), Carlo Grante (2013, Music & Arts, vol. 4) ; au clavecin par Huguette Dreyfus (1978, Denon), Scott Ross (1985, Erato), Igor Kipnis (EMI), Colin Tilney (1987, Dorian), Richard Lester (2003, Nimbus, vol. 3) et Pieter-Jan Belder (Brilliant Classics, vol. 8).

## Sources
: document utilisé comme source pour la rédaction de cet article.
- Ralph Kirkpatrick (trad. de l'anglais par Dennis Collins), Domenico Scarlatti, Paris, Lattès, coll. « Musique et Musiciens », 1982 (1re éd. 1953 (en)), 493 p. (ISBN 978-2-7096-0118-4, OCLC 954954205, BNF 34689181).
- Alain de Chambure, « Domenico Scarlatti : Intégrale des sonates — Scott Ross », Erato (2564-62092-2), 1985 (OCLC 891183737) .